# Мечты (картина)
«Мечты» (итал. Sogni) — картина итальянского художника-портретиста Витторио Коркоса, самая известная его работа.
Картина написана предположительно весной 1896 года во Флоренции после возвращения художника из Франции. Картина «Мечты» была впервые выставлена на Выставке изящных искусств во Флоренции 1896—97 годах и приобретена Национальной галереей современного искусства в Риме, где и хранится по сей день.
На картине изображена Елена Векки, дочь друга Коркоса — Джека Ла Болина (псевдоним писателя Аугусто Векки). Этот элегантный портрет демонстрирует мастерство и отточенность стиля Коркоса. Сразу после создания картина привлекла внимание публики и критики, так как художнику удалось показать собирательный образ молодой девушки, гордой и образованной, до этого показанный только в литературе.